# Ion potassium
L'ion potassium, de formule K+, est le cation résultant de la perte d'un électron par un atome de potassium, ce qui lui permet d'atteindre un état électronique plus stable, de même structure que celui de l'argon (le gaz rare précédant immédiatement le potassium dans le tableau de Mendeleïev) : 1s2 2s2 2p6 3s2 3p6.
Associé à des anions comme Cl− ou OH−, l'ion potassium forme des solides ioniques comme le chlorure de potassium KCl ou l'hydroxyde de potassium KOH (potasse), dans la structure desquels il alterne régulièrement avec l'anion. En solution aqueuse, l'ion potassium et les anions associés sont libres.
L'ion K+ est un gros cation (~140 pm) peu coordinant, et donc difficile à précipiter en solution aqueuse. Cependant, le perchlorate de potassium KClO4 est peu soluble dans l'eau (7 g/L à 0 °C, 20 g/L à 25 °C). Il forme des complexes avec les éthers couronnes, ce qui permet de solubiliser certains de ses sels en solution organique.
Dans le monde vivant, l'échange entre ions sodium et potassium à travers une membrane est au cœur des phénomènes électrophysiologiques (influx nerveux, contraction musculaire, etc.).